# Giuseppe Giovanni Lanza del Vasto
Giuseppe Giovanni Lanza del Vasto (San Vito dei Normanni, 29 settembre 1901 – Elche de la Sierra, 5 gennaio 1981) è stato un filosofo, poeta e scrittore italiano.
Esponente della nobile famiglia siciliana dei Lanza di Trabia, il suo vero nome è infatti Giuseppe Giovanni Luigi Enrico Lanza di Trabia-Branciforte. La sua personalità eccezionale riunisce caratteristiche disparate: poeta, scrittore, filosofo, pensatore religioso con una forte vena mistica, ma anche patriarca fondatore di comunità rurali sul modello di quelle gandhiane e attivista nonviolento contro la guerra d'Algeria o gli armamenti nucleari.

## Biografia
Nacque in un piccolo paese salentino, San Vito dei Normanni, nella masseria "Specchia di Mare", da famiglia antica ed illustre: il padre, Luigi Giuseppe, nato a Ginevra il 18 novembre 1857, dottore in giurisprudenza e titolare di un'azienda agricola-vitivinicola era figlio illegittimo del principe siciliano Giuseppe III Lanza di Trabia (1833-1868) e la madre, belga, era la marchesa Anna Maria Enrichetta Nauts, nata ad Anversa il 1º luglio 1874. Giuseppe Giovanni aveva due fratelli: Lorenzo Ercole, nato nel 1903, morto a Rapallo nel 1958 e Angelo Carlo, nato nel 1904, cittadino americano nel 1939 (nel 1943 partecipò allo sbarco in Sicilia). Lanza studiò al liceo Condorcet a Parigi, poi filosofia a Firenze e Pisa, dove fu allievo di Armando Carlini. A Parigi conobbe diversi intellettuali; in particolare supportò nella propria attività alcuni scrittori tra cui il giovane Luc Dietrich. 
"Ma che cosa è che rende la guerra inevitabile?”, mi domandavo. Benché giovane avevo capito la puerilità delle risposte ordinarie, quelle che si rifanno alla nostra cattiveria, al nostro odio e al pregiudizio. Sapevo che la guerra non aveva a che fare con tutto ciò.
"Certo, una dottrina esiste per opporsi alla guerra e la vedo nel Vangelo”, dicevo, "ma com'è che i cristiani non la vedono? Manca quindi un metodo, un metodo per difendersi senza offendere. Un modo nuovo, diverso, umano di risolvere i conflitti umani".
Solo in Gandhi vedevo colui che avrebbe potuto darmi una risposta ed il metodo.»
(R. Pagni, Ultimi dialoghi con Lanza del Vasto, pp. 50-51)
Così Lanza del Vasto ricorda la sua decisione di partire per l'India nell'autunno del 1936, autofinanziandosi con la vendita a un'amica facoltosa del manoscritto della sua prima opera, Giuda. Lanza non partiva alla ricerca di spiritualità, tanto più che la conversione al cristianesimo gli impegnava pienamente l'animo:
(L'Arca aveva una vigna per vela, p. 11)

### L'incontro con Gandhi
In India, Lanza conobbe il Mahatma Gandhi, con il quale stette qualche mese, per poi recarsi in Himalaya. Durante il viaggio «conobbi le inquietudini sociali dell'India ed il suo metodo di liberazione, la non violenza, che era molto contraria al mio carattere (come del resto credo sia contraria al carattere di tutti).
Nessuno è non violento per natura: siamo violenti e non proviamo vergogna a dirlo, anzi lo diciamo con un certo orgoglio. Ma ciò che non diciamo è che la vigliaccheria e la violenza fanno la forza delle nazioni e degli eserciti e la non violenza consiste nel superare questi due grandi motivi della storia umana». In India trova «un'umanità simile alla nostra quanto opposta: qualche cosa come un altro sesso».

### Il ritorno in Europa

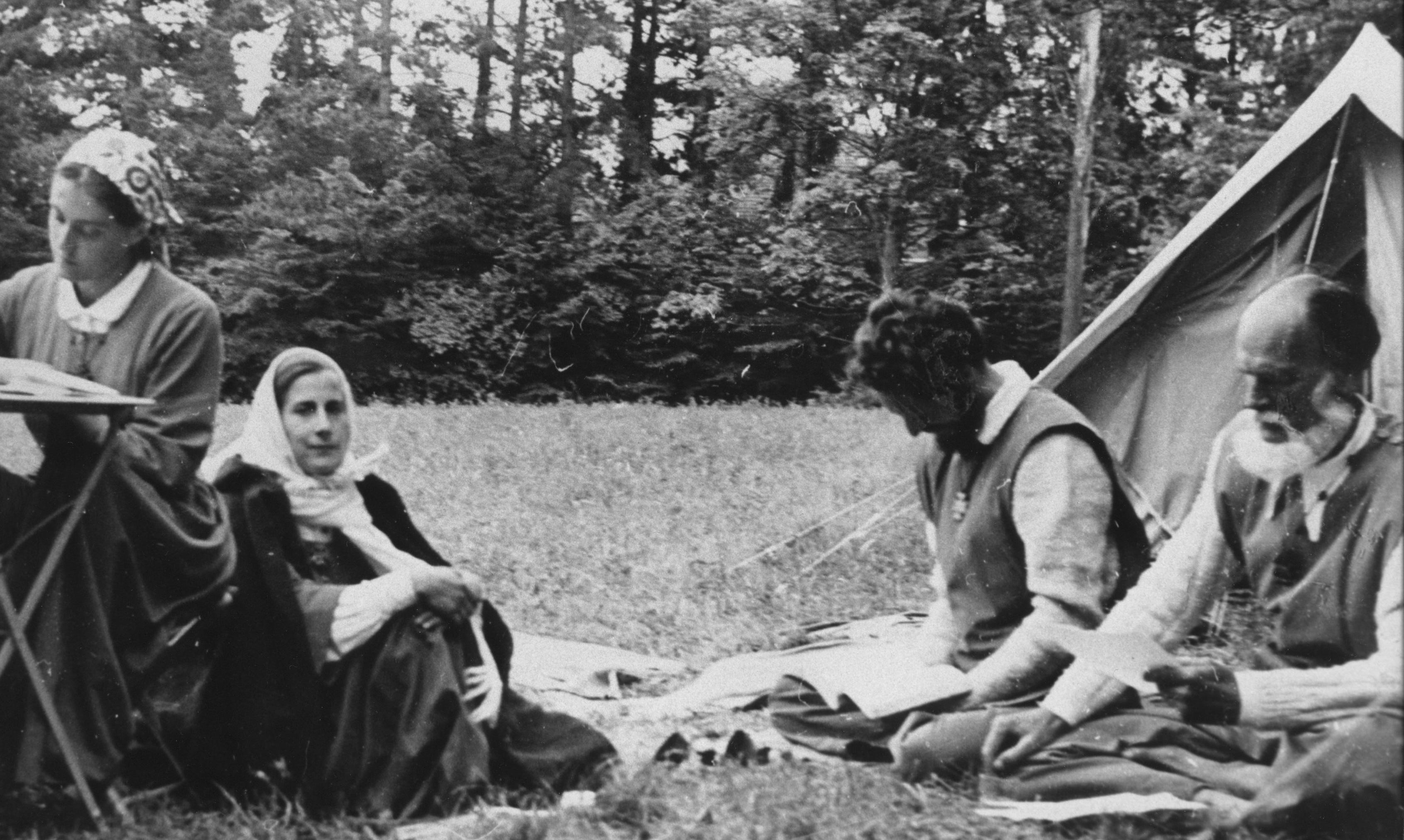
Lo scrittore e studioso in una delle sue comunità rurali (l'ultimo a destra)

Tornato dall'India dopo ulteriori peregrinazioni in Terra santa, Lanza comprende che la sua vocazione è di fondare una comunità rurale nonviolenta, sul modello del gandhiano ashram, la comunità autarchica ed egualitaria che per il Mahatma doveva essere la cellula della società.
Gli ci volle del tempo prima di riuscire a concretizzarla attraverso la fondazione della comunità dell'Arca, che avvenne il 26 gennaio 1944.
Tra le poche persone a cui gli riesce di esporre il suo progetto c'è Simone Weil, che incontra a Marsiglia, nel 1941. Nonostante il suo pacifismo, la Weil non nutriva molta fiducia nella nonviolenza gandhiana. Lanza gliene parlò e lei sembrò comprendere meglio.
Poi parlarono della visione dell'Arca, che allora non si chiamava ancora così, ed era la prima volta che Lanza ne parlava con qualcuno: «Lei capì subito! "È un diamante bellissimo", disse. "Sì," risposi "è vero. Ha solo un minuscolo difetto: che non esiste". E lei: "Ma esisterà, esisterà, perché Dio lo vuole"».
Simone aveva ragione. L'ultima sede della comunità fu la Borie Noble, con circa centocinquanta persone che vivono nel modo più frugale e gioiosamente comunitario.
Il nome venne quando si cominciò a parlare di "lanzismo": «Si cominciava a parlare di Lanzisti e Lanzismo, cosa che mi fece rizzare il pelo. "Amici miei", annunciai, "noi ci chiameremo l'Arca, quella di Noè beninteso. E noi gli animali dell'Arca.».
Negli anni successivi numerosissime iniziative nonviolente videro protagonista Lanza e i suoi compagni, che seppero attirare l'attenzione dell'opinione pubblica francese e non solo. La prima azione pubblica nonviolenta è del 1957, contro le torture e i massacri compiuti dai francesi in Algeria, e si svolge a Clichy in una casa dove aveva vissuto San Vincenzo de Paoli. L'azione fu guardata con relativo favore dalla stampa, e giunse la solidarietà di personalità come Mauriac o l'Abbé Pierre.
Poi vennero le lotte contro il nucleare, la prima delle quali nel 1958: Lanza con i suoi compagni penetrano nel cancello di una centrale nucleare e vengono poi trascinati via dai poliziotti. Poi ancora la campagna contro i “campi di assegnazione per residenza”, sorta di campi di concentramento per gli algerini “sospetti”, e quella in favore degli obiettori di coscienza.
Durante la Quaresima del 1963, tra due sessioni del Concilio Vaticano II Lanza fece un digiuno di quaranta giorni compiuto nell'attesa di una parola forte sulla pace da parte della Chiesa.
Poco dopo il trentesimo giorno, il Segretario di Stato consegnò a Chanterelle, la moglie di Lanza, il testo dell'enciclica Pacem in Terris: «Dentro ci sono cose che non sono mai state dette, pagine che potrebbero essere firmate da suo marito!».

## Opere
- (FR) Le pèlerinage aux sources, Paris, Denoël, 1943.
  -  Pellegrinaggio alle sorgenti, Milano, Jaca Book, 1991.
- (FR) Approches de la vie intérieure, Paris, Denoël, 1962.
  -  Introduzione alla vita interiore, Milano, Jaca Book, 1989.
- (FR) Technique de la non-violence, Paris, Denoël, 1965.
  -  Che cos'è la non violenza, Milano, Jaca Book, 1979.
- Il canzoniere del peregrin d'amore, Milano, Jaca Book, 1980.
- (FR) Vinôbâ, ou le nouveau pèlerinage, Paris, Denoël, 1954.
  -  Vinoba, o il nuovo pellegrinaggio, Milano, Jaca Book, 1980.
- (FR) L'Arche avait pour voilure une vigne, Paris, Denoël, 1978.
  -  L'Arca aveva una vigna per vela, Milano, Jaca Book, 1980.
- (FR) Pour éviter la fin du monde, Paris, Rocher, 1971.
  -  Per evitare la fine del mondo, Milano, Jaca Book, 1991.
- (FR) Principes et préceptes du retour à l'évidence, Paris, Denoël, 1945.
  -  Principi e precetti del ritorno all'evidenza, Torino, Gribaudi, 1988.
- (FR) Préface au Message Retrouvé de Louis Cattiaux, Paris, Denoël, 1956.
  -  Il Messaggio Ritrovato, Roma, Mediterranee, 2002.